# Дубов, Александр Яковлевич
Александр Яковлевич Дубов — строитель и архитектор, проработавший в Баку с 1904 года до конца своей жизни. Участвовал в строительстве целого ряда монументальных зданий в Баку. Также занимался реставрацией некоторых домов, в частности, в 1922—1923 годы дворца Исмаилия, сожжённого в период геноцида 1918 года.

## Биография
Гражданский инженер Александр Яковлевич Дубов родился в 1877 году в Хельсинки, жил и работал в Финляндии, которая в то время входила в состав Российской империи. По окончании средней школы поступил в Школу строительных десятников в Петербурге, затем продолжил учёбу в Техническом училище в Финляндии.
Трудовую деятельность в России он начал в 1900 году в Петербурге на строительстве объектов Политехнического института. Здесь он также сотрудничал с французскими специалистами, внедряющими в тот период в России железобетон, и приобрёл в этом направлении большой опыт. В 1902—1904 годах построил дворец в Гаграх, в имении принца Александра Ольденбургского, мужа младшей сестры императора Николая II Ольги Александровны. В советское время дворец был превращён в санаторий «Рица». В знак благодарности за успешную работу по строительству дворца принц Ольденбургский наградил Александра Дубова серебряным именным портсигаром.
На открытии дворца в Гаграх Дубова знакомят с известным бакинским промышленником Гаджи Зейналабдином Тагиевым. Тот, вняв рекомендации принца Ольденбургского, высоко оценивавшего мастерство строителя, рассказал Дубову о перспективах городского строительства в Баку, предложил работу и помощь в организации строительных работ. Александр Яковлевич принял предложение Г. З. Тагиева и в 1904 году переехал с семьёй из Петербурга в Баку. С этого момента его работа и жизнь были связаны с городом Баку.
Первые работы по железобетонным перекрытиям в Баку были выполнены Дубовым в здании Пассажа Тагиева. Заказчик не верил в железобетонную конструкцию и поэтому подписал с архитектором контракт о восстановлении здания в 5-дневный срок и возмещении убытков в трёхкратном размере в случае его разрушения. В дальнейшем Александр Дубов работал в должности специалиста по железобетону, затем начальником по строительству в фирме «Каялова», одновременно занимаясь проектированием в мастерской архитектора Т. М. Тер-Микелова. Впоследствии стал его заместителем и соавтором ряда объектов.
После советской оккупации занимался строительством в Баку Жилого дома Госбанка (дома банковских работников) в 1926—1927 годах, здания Госбанка, санатория в Мардакяне, принимал участие в восстановлении дворца Исмаилия. Дубов работал до 80-и лет. Скончался в 1964 году в Баку.
Два сына Александра Яковлевича — Виктор и Дмитрий тоже стали архитекторами.

## Работы
В период с 1904 по 1918 годы действовало творческое содружество — Т. М. Тер-Микелов, А. Я. Дубов и Гаджи Касумов, которое проектировало, получало подряды и осуществляло строительство. Г. Касумов занимался организацией работ, договорами, обеспечением материалами. Организованное содружество оказалось очень плодотворным.
Дома, спроектированные и построенные в 1904—1918 годы:

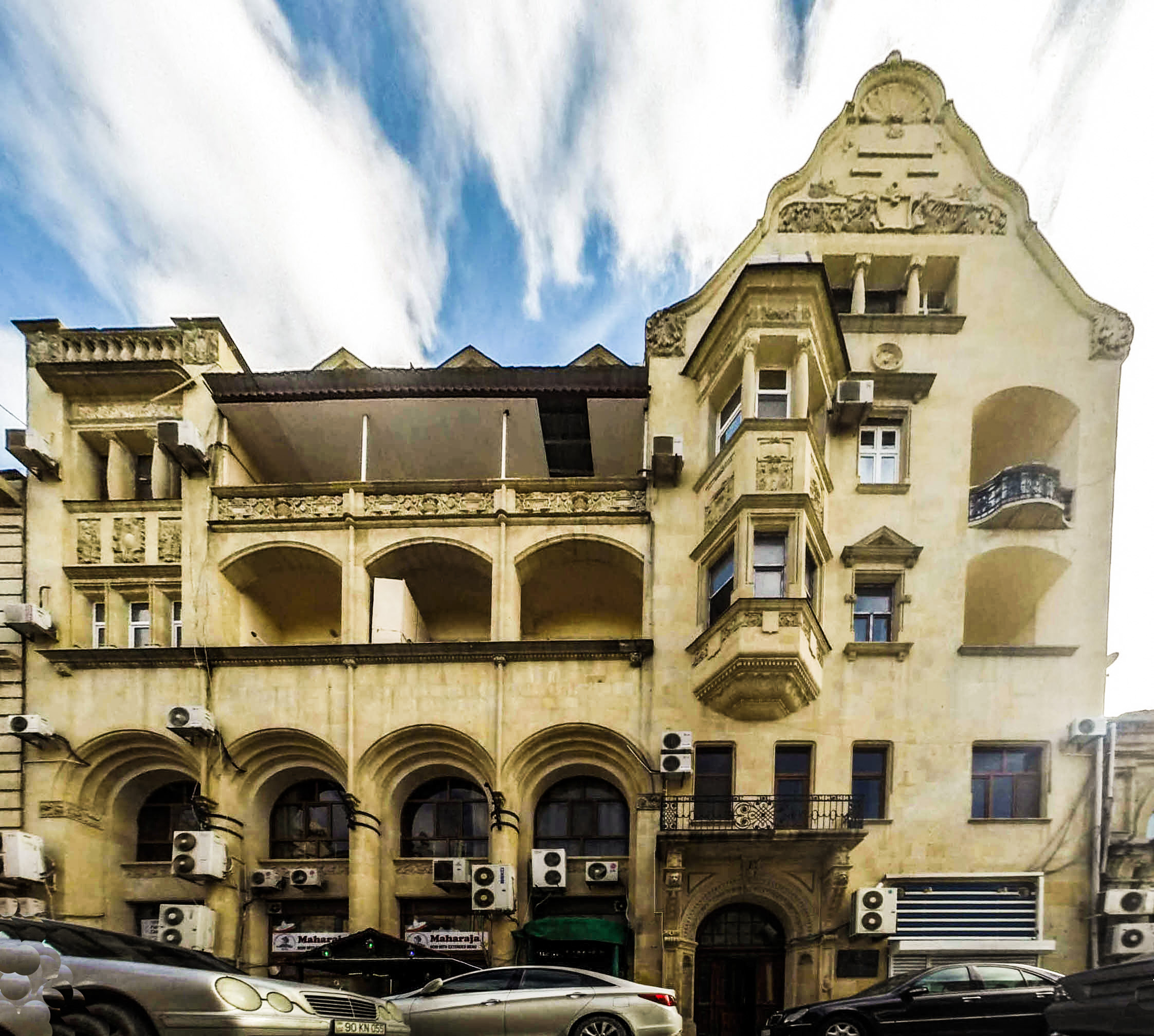
Дом братьев Адамовых (1908—1909)
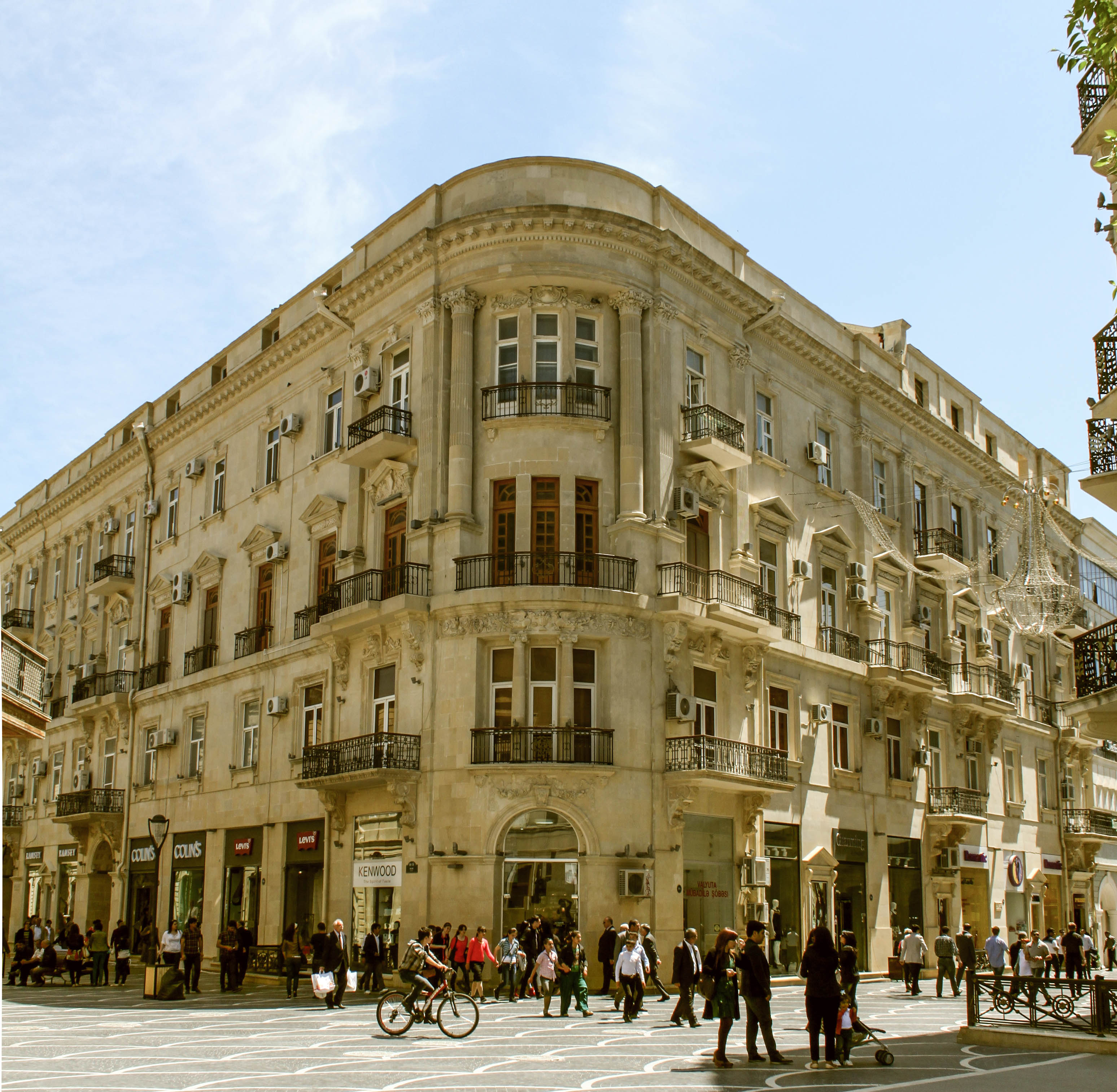
Дом братьев Тагиевых (1909—1911)
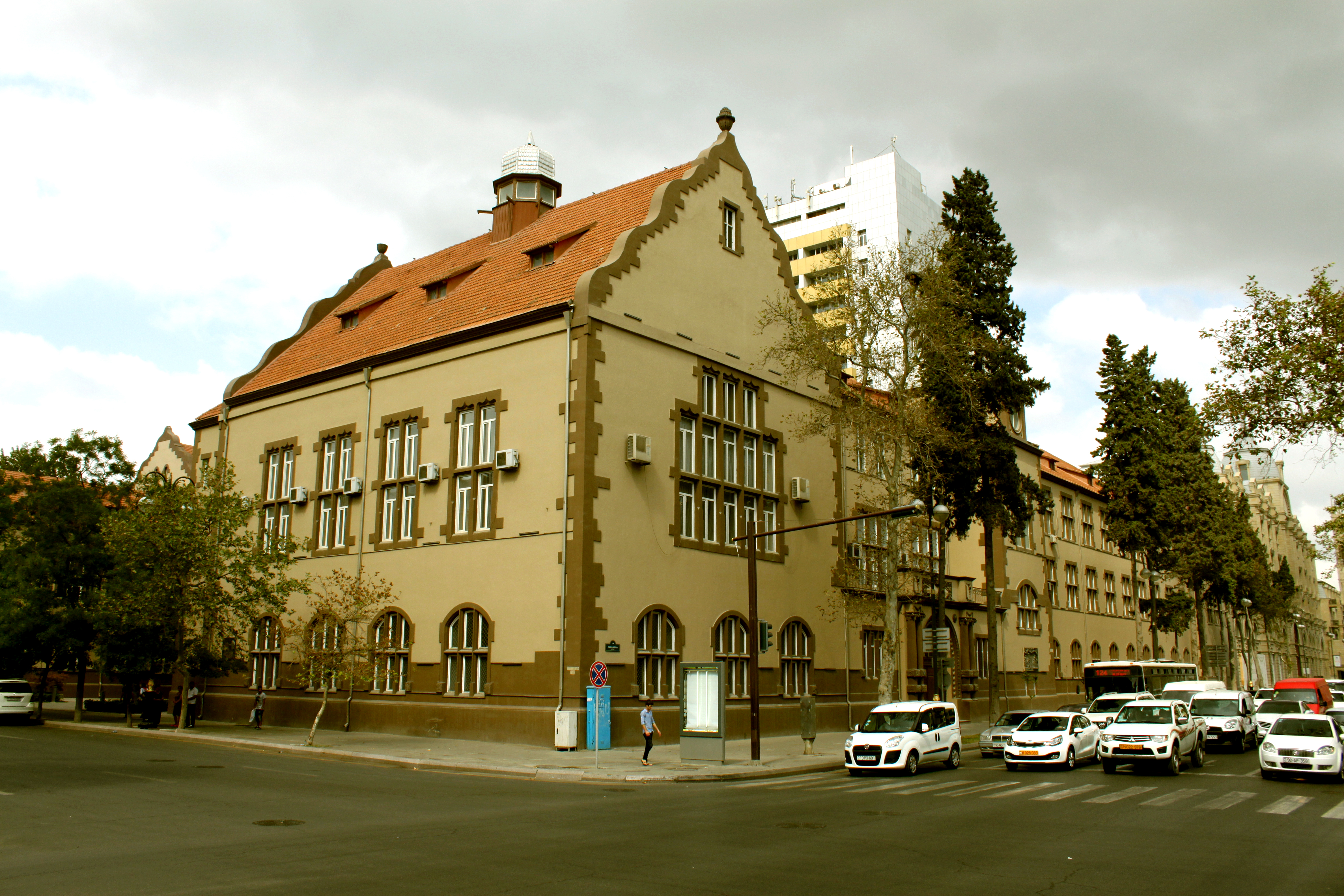
Бакинское коммерческое училище (1909—1914)
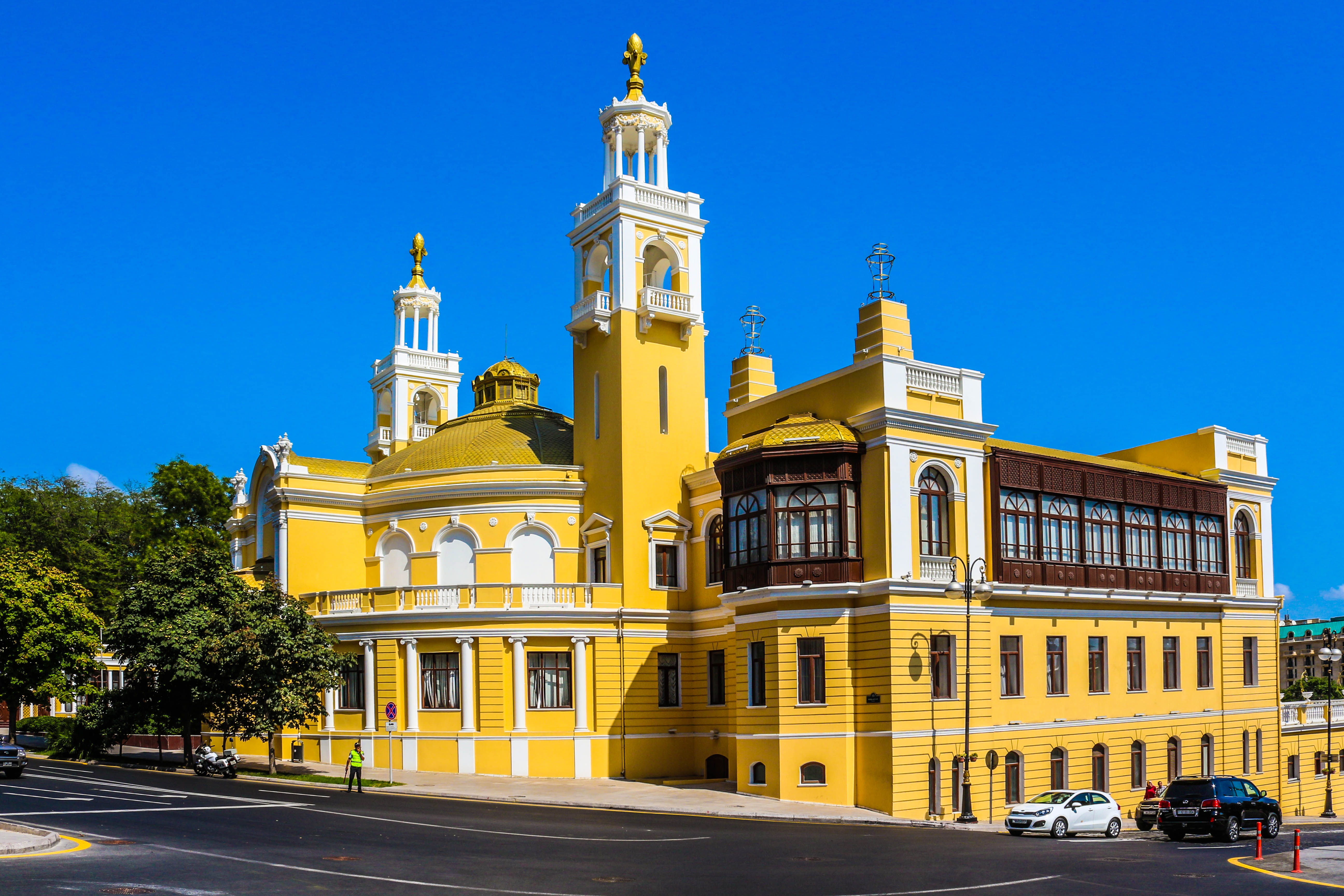
Азербайджанская государственная академическая филармония (1911—1914)
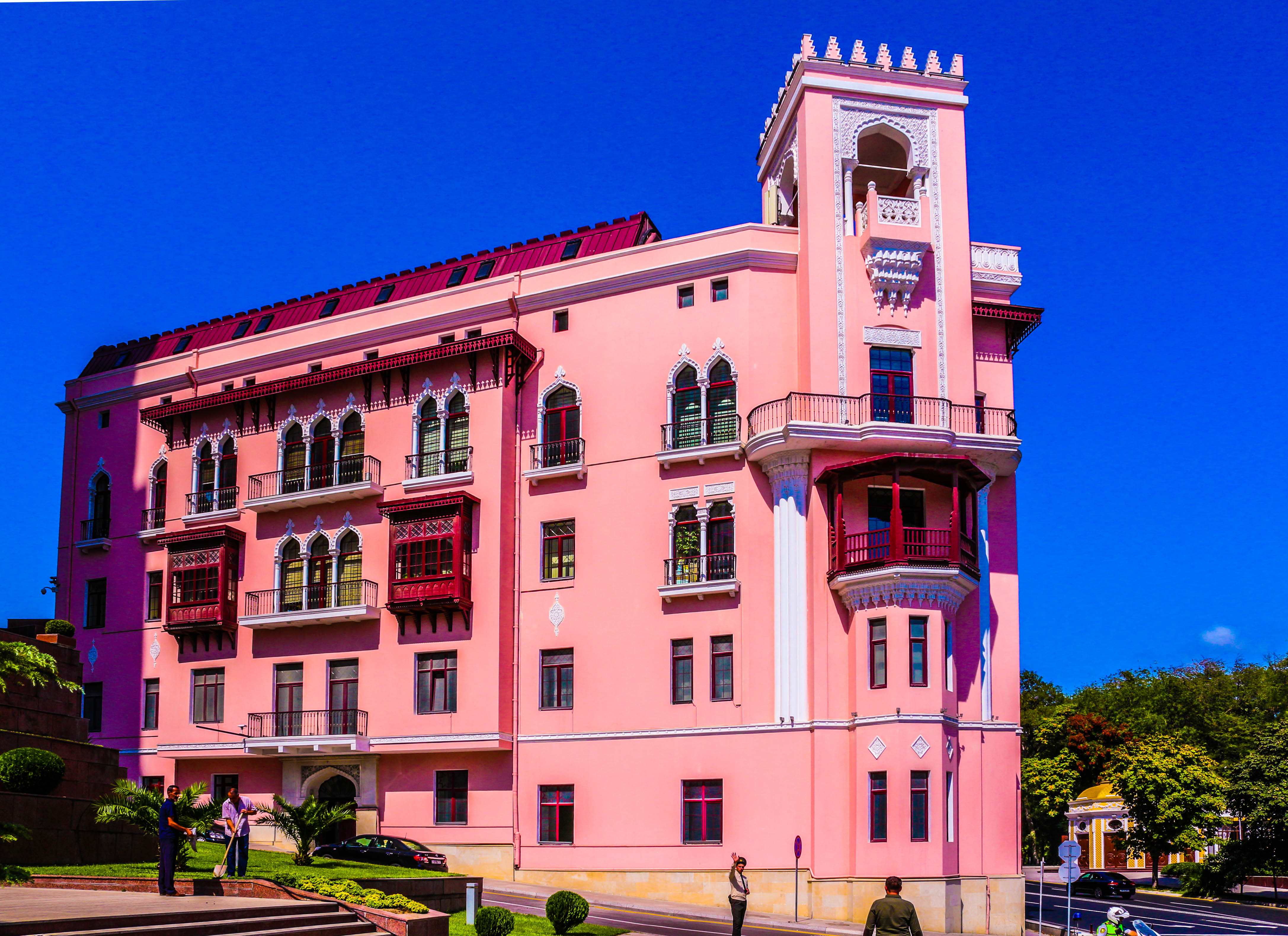
Дом братьев Садыховых (1911—1914)